# Тер-Минасян, Рубен
Рубен Тер-Минасян (наст. имя Минас Тер-Минасян; з.-арм. Ռուբէն Տէր Մինասեան (Рупен Дер-Минасян); 1882, Ахалкалаки — 27 ноября 1951, Париж) — армянский партийный и государственный деятель, член Армянской революционной федерации (АРФ «Дашнакцутюн»), министр обороны и внутренних дел Первой Республики Армения (1920).

## Биография
Родился в 1882 году в Ахалкалаки в армянской семье из Эрзурума. Учился в Геворгянской семинарии (Эчмиадзин) и Лазаревском институте (Москва). Служил в царской армии, стал офицером.
В 1902 году вступил в Армянскую революционную федерацию (АРФ «Дашнакцутюн»). В 1902—1903 годах работал в Батуми, а в начале 1904 года переехал в Карс и оттуда в Эривань, где познакомился с фидаинским лидером Николом Думаном. В 1904 году вместе с Думаном отправился в Персию. В 1905 году Тер-Минасян пересёк османско-персидскую границу и добрался до города Ван, где сотрудничал с Арамом Манукяном, Ишханом (Никогайос Микаэлян) и Геворгом Чаушом в организации обороны армянских сёл. В 1907 году, после гибели Геворга Чауша, Тер-Минасян стал руководителем фидаинских дашнакских группировок в Сасуне.
В конце 1908 года с фидаинской группой покинул Сасун и выехал в Карс. Участововал в пятом общем съезде «Дашнакцутюн» в Варне. Несколько лет проживал в Женеве, учился и преподавал в Женевском университете.
В 1913 году был приглашён в Муш, где работал директором в ряде армянских школ. В 1915 году, во время геноцида армян, руководил обороной Сасуна от османских войск. Был единственным выжившим из руководства обороны. После семи месяцев боев Сасун был захвачен, а его армянское население уничтожено. Тер-Минасяну вместе с несколькими товарищами удалось прорвать кольцо осады и выйти к позициям русских войск в Хынысе. В 1917—1918 годах принимал участие в оказании помощи армянским беженцам на Кавказе.
В 1917 году в Тифлисе представлял «Дашнакцутюн» на переговорах с Степаном Шаумяном и другими большевистскими лидерами. В том же году стал членом Армянского национального совета. Был советником делегации Закавказского сейма на Трапезундских переговорах с Османской империей в марте 1918 года.
После провозглашения независимости Армении 28 мая 1918 года (против которого он выступал), вместе с другими членами правительства Армении в июне 1918 года приехал в Эривань. Был избран депутатом армянского парламента. В 1919 году на девятом общем съезде «Дашнакцутюн» был избран членом бюро партии, фактически управляющего органа Первой Республики Армения.
В 1920 году, после неудавшегося майского восстания армянских большевиков против власти «Дашнакцутюн», Рубен Тер-Минасян и Симон Врацян получили от премьер-министра Амо Оганджаняна практически неограниченные полномочия для восстановления порядка. С мая по ноябрь 1920 года Тер-Минасян занимал посты министра внутренних дел и министра обороны в правительстве Оганджаняна.
Будучи недовольным тем, что мусульмане в Армении жили на плодородных землях, Тер-Минасян сыграл ключевую роль в уничтожении мусульманских сёл в регионах с некогда смешанным населением (Эриванский, Шаруро-Даралагезский, Зангезурский уезды) и в проведении в них целенаправленной этнической гомогенизации в пользу армян. По словам французского историка (и невестки Рубена Тер-Минасяна) Анаит Тер-Минассян, чтобы вынудить мусульман Армении покинуть свои дома, он прибегал к запугиванию и переговорам, но прежде всего — к «огню и стали» и самым жестоким методам. Вместе с Драстаматом Канаяном Тер-Минасян руководил успешной военной кампанией против мусульманских повстанцев в районах Зангибасара и Ведибасара, к югу от Эривани, расселяя армянских беженцев из Турции в покинутых мусульманских селах. Отсюда в июле 1920 года войска под их командованием проникли в Нахичевань, однако были отброшены частями выдвинувшейся сюда из Зангезура 11-й Красной Армии.
После вторжения турецких войск в Армению в сентябре 1920 года Тер-Минасян отбыл в Тифлис и безуспешно пытался убедить правительство Грузии вступить в союз с Арменией против Турции.
После установления советской власти в Армении в декабре 1920 года Тер-Минасян уехал в Зангезур, где силы «Дашнакцутюн» под руководством Гарегина Нжде провозгласили Республику Горная Армения. Бежал в Персию с армией Нжде, затем переехал в Париж. В последующие годы путешествовал по Ливану, Палестине и Египту в рамках своей партийной деятельности. Вернулся в Париж в 1948 году. Публиковался в партийной газете «Айреник» и подготовил мемуары, которые были изданы после его смерти в семи томах под названием «Воспоминания армянского революционера». Умер 29 ноября 1951 года. Похоронен на кладбище Пер-Лашез в Париже.
Сын Леон Тер-Минасян был женат на Анаит Тер-Минасян, французском специалисте по новой истории Армении.

## Произведения
- Հայ յեղափոխականի մը յիշատակները («Воспоминания армянского революционера»), семь томов
- Հայաստան միջցամաքային ուղիներու վրայ եւ Մ. Արեւելքի ժողովուրդներ եւ երկրներ («Армения на межконтинентальных путях и народы и страны Ближнего Востока»)
- Հայ-թրքական կնճիռը («Армяно-турецкий узел»)
- Հ. Յ. Դ. կազմակերպութիւնը («Организация АРФ»)
- Սթալինեան Սահմանադրութիւնը եւ Հ. Յ. Դաշնակցութիւնը («Сталинская конституция и А. Р. Федерация»)